# Koprzywnica (plaats)
Koprzywnica is een stad in het Poolse woiwodschap Święty Krzyż, gelegen in de powiat Sandomierski. De oppervlakte bedraagt 17,9 km², het inwonertal 2546 (2005).

## Verkeer en vervoer
- Station Koprzywnica